# 魯比 (密西西比州利福勒縣)
魯比（英語：Ruby），又名格倫（Geren），是位於美國密西西比州利福勒縣的非建制地區。

## 歷史
魯比的郵局於1901年設立，其後於1955年停運。

## 地理
魯比所處的海拔為高於海平面43米（即141英呎），而該地所採用的時區為UTC-6，即北美中部時區（CST）。同時該地設有夏令時間，為UTC-6調快一小時，即UTC-5（CDT）。